# Pavlovo-Posadskij rajon
Il Pavlovo-Posadskij rajon (in russo Павлово-Посадский район?) era un rajon dell'Oblast' di Mosca, nella Russia europea; il capoluogo era Pavlovskij Posad. Istituito nel 1929 e soppresso tra il 1959 e il 1965, ricopriva una superficie di 630 chilometri quadrati e nel 2010 ospitava una popolazione di circa 81.000 abitanti. È stato soppresso nel 2017.